# William Steinkraus
William Clark „Bill” Steinkraus (ur. 12 października 1925 w Cleveland, zm. 29 listopada 2017 w Darien) – amerykański jeździec sportowy. Wielokrotny medalista olimpijski.
Największe sukcesy odnosił w skokach przez przeszkody. Brał udział w pięciu igrzyskach (IO 52, IO 56, IO 60, IO 68, IO 72), na czterech zdobywał medale (łącznie cztery). W 1968 został mistrzem olimpijskim w konkursie indywidualnym (jako pierwszy Amerykanin triumfował w konkursie indywidualnym w jeździectwie), po pozostałe medale – dwa srebrne i jeden brązowy – sięgnął w drużynie. Był złotym medalistą igrzysk panamerykańskich.